# Olgica Batić
Olgica Batić, cyr. Олгица Батић (ur. 7 grudnia 1981 w Belgradzie) – serbska polityk i prawniczka, parlamentarzystka, przewodnicząca Chrześcijańsko-Demokratycznej Partii Serbii (DHSS).

## Życiorys
Absolwentka szkoły średniej w Obrenovacu. Ukończyła następnie studia prawnicze na Wydziale Prawa Uniwersytetu w Belgradzie. Praktykowała w zawodzie, specjalizując się w prawie karnym. W wyborach parlamentarnych w 2012 uzyskała mandat posłanki do Zgromadzenia Narodowego Republiki Serbii z ramienia koalicji skupionej wokół Partii Demokratycznej. Stanęła na czele Chrześcijańsko-Demokratycznej Partii Serbii, której twórcą i długoletnim liderem był jej ojciec Vladan Batić. W 2014 ponownie wybrana na posłankę z listy bloku wyborczego skupionego wokół Serbskiej Partii Postępowej.
W 2016 nie znalazła się na liście wyborczej postępowców i utraciła mandat deputowanej. W 2017 kierowana przez nią DHSS zakończyła działalność, przystępując kolektywnie do nowo powołanej monarchistycznej partii POKS.